# Ada den Haan

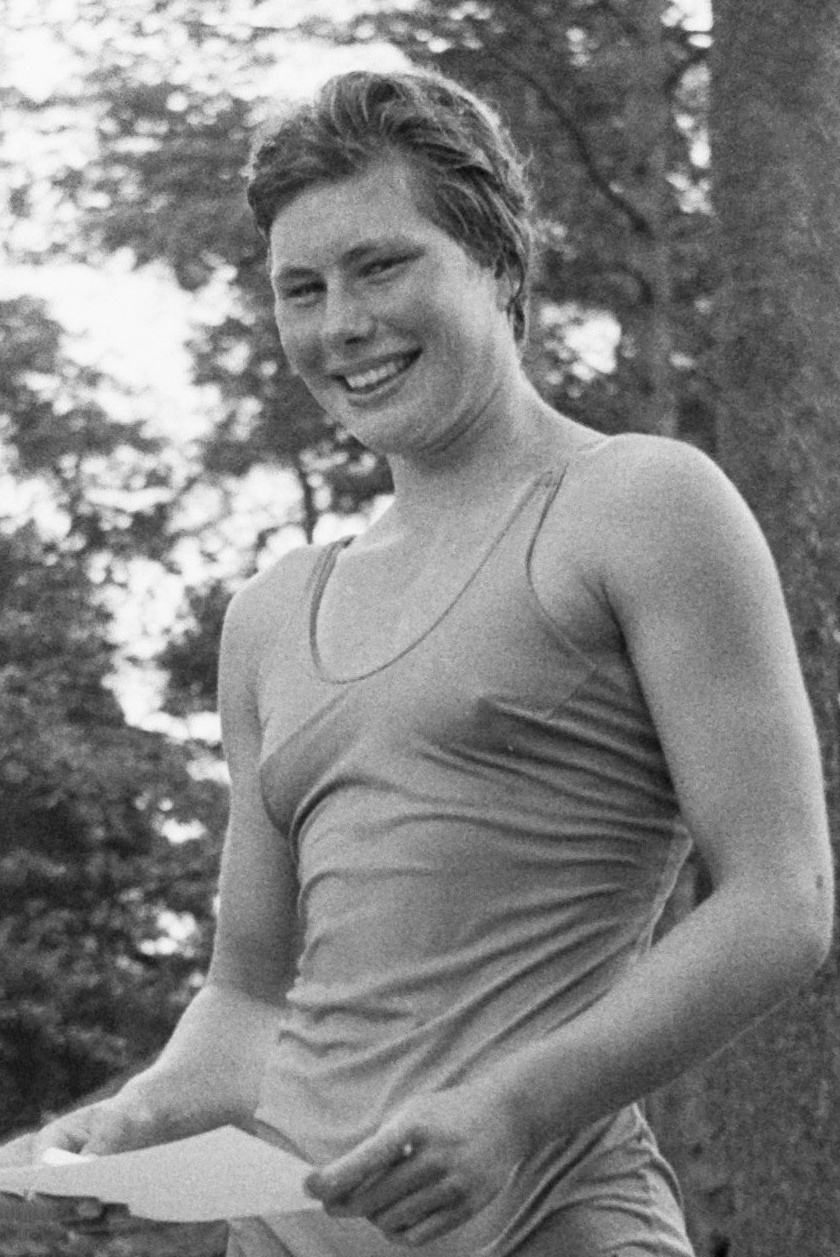
Ada den Haan, 1960

Adelaide Henriette (Ada) Swinkels-den Haan (Eindhoven, 14 mei 1941 – Uden, 17 maart 2023) was een topzwemster op de schoolslag, die namens Nederland eenmaal deelnam aan de Olympische Spelen: Rome 1960.
Den Haan, lid van Het Gooi (Naarden) en PSV (Eindhoven), zette in 1956 haar eerste individuele wereldrecord op de 200 meter schoolslag, waardoor zij prompt een kanshebster was voor olympisch eremetaal in Melbourne. De Nederlandse boycot van die Olympische Spelen, vanwege de Russische inval in Hongarije, dwarsboomden echter haar plannen en ambities. 
Vier jaar later, bij de Olympische Spelen in Rome, moest Den Haan zich tevreden stellen met twee vierde plaatsen: op de 200 meter schoolslag (2.54,4) en op de 4x100 meter wisselslag (4.47,6). Hoogtepunten uit haar carrière zijn de twee Europese titels, behaald bij de editie van 1958: op de 200 school (2.52,00) en op de 4x100 wissel (4.52,9). Den Haan trad later in het huwelijk met zwemtrainer Martien Swinkels, een van de opleiders van de latere wereldkampioen en jeugdbondscoach Marcel Wouda.
Den Haan overleed op 81-jarige leeftijd.